# Heroes Den Bosch
Die Heroes Den Bosch sind ein niederländischer Basketballverein aus Den Bosch. Der Verein ist mit 16 Titeln Rekordmeister im niederländischen Basketball.

## Geschichte
Der Verein wurde 1952 als Eerste Bossche Basketball Club gegründet. Zehn Jahre später spielte man das erste Mal in der höchsten niederländischen Basketballliga, der Eredivisie, jedoch nicht erfolgreich. Seit 1974 steigerte sich der Klub stetig und kam immer in die Play-offs, ohne die Meisterschaft zu gewinnen. Als Nashua 1979 als Hauptsponsor einstieg, gelang der erste Meistertitel des Vereins. Dank der Sponsorenzahlungen konnte Den Bosch sich kontinuierlich weiterentwickeln und beherrschte fortan den niederländischen Basketball.
Im Zeitraum 1979 bis 1988 gewann der Verein neunmal die Meisterschaft. Diese goldene Ära hat maßgeblichen Anteil daran, dass sich die heutigen Heroes Rekordmeister nennen dürfen.
In diese Zeit fiel auch das Erreichen des Finals des Europapokals der Pokalsieger, das man 1979 gegen Pallacanestro Cantù verlor.
Nachdem man bis 1997 noch dreimal niederländischer Meister wurde, verlor das Team die Vorherrschaft in der Liga und musste bis 2006 auf den vierzehnten Titel warten. Der Verein spielt weiterhin eine bedeutende Rolle im Basketball in den Niederlanden, erreichte seit 2002 jedes Mal die Play-offs und wurde zuletzt 2012 Meister.
Im Jahr 2019 wurde vom Verein bekannt gegeben, dass zukünftig kein Sponsorenname mehr im Vereinsnamen vorkommen soll. In der Vergangenheit hatte sich deswegen der Name des Clubs insgesamt 15 mal geändert.

## Halle
Der Verein trägt seine Heimspiele in der 3.500 Plätze umfassenden Maaspoort Sports and Events aus.

## Erfolge
- 16 × Niederländischer Meister
- 5 × Niederländischer Pokalsieger
- Vizemeister Europapokal der Pokalsieger (1979)

## Namensgeschichte
Der Verein hatte seit Gründung 15 verschiedene Namen:
- Eerste Bossche Basketball Club
- Sperry Remington
- Remington Den Bosch
- Falcon Jeans Den Bosch
- Nashua Den Bosch
- Pro-Specs Den Bosch
- Canoe Jeans Den Bosch
- America Today Den Bosch
- Libertel Dolphins
- Canoe Jeans EBBC
- Tulip Den Bosch
- EiffelTowers
- SPM Shoeters
- Shooters
- New Heroes
- Heroes Den Bosch

## Bekannte Spieler
- Jerome Beasley
- Damone Brown
- Jos Kuipers